# Kighare
Kighare ist ein Verwaltungsbezirk (Ward) des Distrikts Mwanga in der tansanischen Region Kilimandscharo.

## Geografie
Kighare liegt im Nordosten von Tansania rund 50 Kilometer Luftlinie südöstlich der Regionshauptstadt Moshi. Der Bezirk liegt im nördlichen Pare-Gebirge. Er grenzt im Norden an Msangeni, im Osten an Jipe, Kigonigoni und Kirongwe, im Süden an Chomvu und Ngujii und im Westen an Shighatini. Bei der Volkszählung 2022 lebten 5155 Menschen in 1404 Haushalten auf einer Fläche von 11,7 Quadratkilometern.

## Gliederung
Der Bezirk besteht aus vier Gemeinden (Mtaa) mit 18 Orten (Kitongoji):
| Kighare - Kighare - Kwa Magiri - Kwa-Msembea - Mala - Ibwe La Nzeghe | Kirongaya - Ndeme Mashariki - Ndeme Magharibi - Some - Kwa Nguma | Kilaweni - Kilaweni - Ngujini - Shughuru | Ndanda - Mwira A - Mwira B - Kwa Bananga - Rokini - Kwa Sotwe - Mgombera |

## Wirtschaft und Infrastruktur
- Bildung: Die Kighare Secondary School[8] und die Kiriki Secondary School[9] sind öffentliche weiterführende Schulen.[10]
- Gesundheit: Das Distriktkrankenhaus von Mwanga liegt Im Bezirk,[11] außerdem drei staatliche Apotheken, je eine in den Gemeinden Kighare,[12] Kirongaya[13] und Ndanda.[14]